# Demjanica (schronisko)

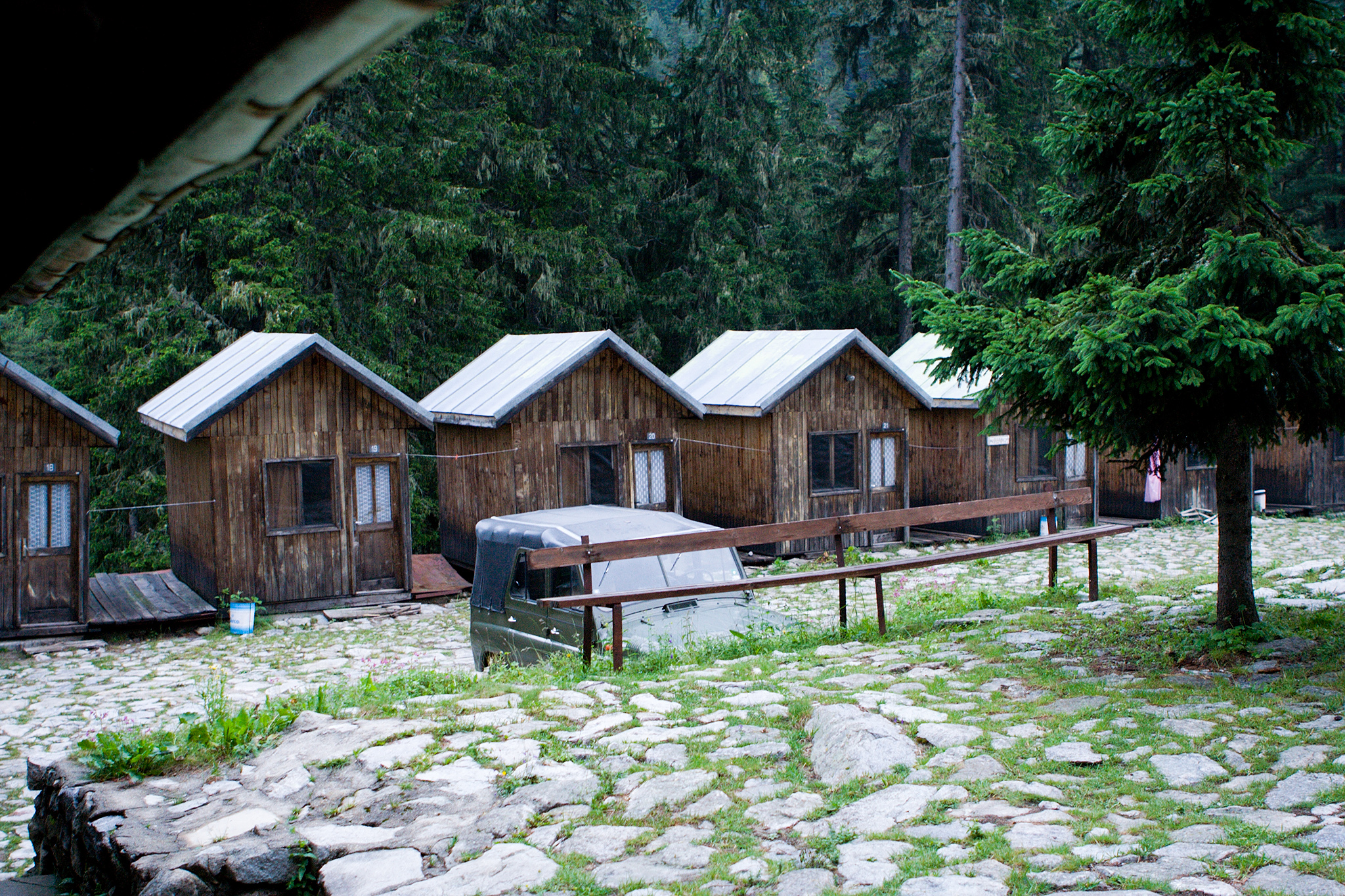
Bungalowy przy schronisku

Demjanica (bułg. Демяница) – schronisko turystyczne w Bułgarii, położone w paśmie górskim Piryn na wysokości 1985 m n.p.m., przy złączeniu rzek Wasiłaszka, Demjanica i Gazejska.

## Historia
Schronisko to zostało wybudowane przez firmę Ełtepe. Demjanica została otwarta w 1932 roku, powstała z projektu architektów Genczo Skordewa i Eleny Warakadżijewej, a koszt budowy wynosił 75 000 lewów. W latach 1954–1966 schronisko zostało rozbudowane.

## Opis
Demjanica posiada 217 miejsc; 175 miejsc w schronisku i 42 miejsc w czternastu bungalowach. Jest masywnym dwukondygnacyjnym budynkiem. Demjanica wyposażona jest w bieżącą wodę i prąd. Dysponuje kuchnią turystyczną, łazienkami i wannami, toaletami oraz pawilonem. Ogrzewany stale piecami gazowymi.

### Szlaki turystyczne
Punkty wyjściowe:
- miasto Bansko, oznaczoną ścieżką leśną.

Sąsiednie obiekty turystyczne:
- schronisko Bezbog – 4,5 godz.
- schronisko Wichren – 4,5 godz.
- zespół schronisk Jezioro Tewno – 3 godz.

Krótkie wycieczki:
- Jeziora Wasileszkie – 1 godz.
- Jeziora Todorińskie – 1,40 godz.
- Jeziora Walawiszkie – 1,30 godz.
- Jeziora Prewałskie – 2 godz.
- Jeziora Gazejskie, po zboczu szczytu Gazej – 1,30 godz.
- szczyt Golama Todorka – 2 godz.
- szczyt Golam Tipik – 2 godz.